# Il matricolino
Il matricolino (Varsity) è un film del 1928 diretto da Frank Tuttle.

## Trama
Jimmy Duffy, un ragazzo cresciuto in un orfanotrofio, riesce a entrare in un college universitario e svolge il suo primo anno da matricola. Ad una sagra di paese incontra Fay, un'artista di strada, e se ne innamora. Una persona non vede di buon occhio questa relazione: si tratta di Pop Conlan, un bidello rovinato dal vizio di bere, segretamente padre del ragazzo. Egli teme che la maledizione dell'alcool possa compromettere anche suo figlio e va nel panico quando scopre che alcuni malviventi hanno costretto Jimmy a bere per poter commettere indisturbati un furto ai danni di una associazione universitaria che raccoglie fondi. Il ragazzo viene accusato di aver perso il denaro al gioco d'azzardo, ma il bidello riesce a farlo scagionare e continua poi, senza farsi notare, a seguire il corso di studi di suo figlio. Jimmy consegue finalmente la laurea e sposa Fay, ma non saprà mai che Pop è suo padre.

## Produzione
Il film avrebbe dovuto svolgersi all'Università Yale, ma l'istituzione non diede il permesso per le riprese e la produzione dovette ripiegare sull'Università di Princeton, nel New Jersey. Prodotto dalla Paramount Famous Lasky Corporation, Il matricolino fu girato a cavallo del passaggio dal cinema muto al sonoro, pertanto il film presenta delle sequenze finali girate con il sonoro, mentre il resto della pellicola è muto. 

## Distribuzione
Distribuito dalla Paramount Pictures, il film uscì nelle sale cinematografiche statunitensi il 27 ottobre, dopo essere stato presentato in prima il giorno precedente, il 26 ottobre 1928.

### Date di uscita
IMDb
- USA	26 ottobre 1928	 (première)
- USA	27 ottobre 1928
- Portogallo	17 marzo 1930

Alias
- Estudantina	Portugal (imdb display title)
- Tel père, tel fils	Francia (titolo alternativo)